# Általános forgalmi adó
Az általános forgalmi adó (áfa, angolul value-added tax, VAT) a forgalmi adó egyik típusa. A modern gazdaságban állami jövedelmek jelentős forrása a társasági adó és a jövedelemadó mellett. A végfogyasztásra vetik ki, ezért  megfizetésével elméletileg minden vásárló az elfogyasztott termék értékével arányosan járul hozzá a közteherviseléshez. A gyakorlatban a magas áfa az alacsony, egykulcsos jövedelemadóval párosulva a társadalmi jövedelmi különbségek növelése irányában hat, ezért a szegények adójának is nevezik. A magyarországi 27%-os áfa az Európai Unióban a legmagasabb.

## Helyesírás
Az általános forgalmi adó rövidítése: áfa, mert a közneveket kisbetűvel írjuk.

## Magyarországon
A magyar adórendszerben az általa hozzáadott érték, vagyis az értéknövekedés után az eladónak minden kereskedelmi szinten meg kell fizetnie. Mivel a hozzáadott, és nem a teljes érték után fizetendő, az áfa végső összege egy termékre nézve független attól, hogy hány vételen és eladáson megy keresztül. Az áfa indirekt adó, hiszen nem az fizeti be az államnak, akitől a forrásösszege származik. A kettős adóztatás elkerülése érdekében az exportált termékek után általában nem kell általános forgalmi adót fizetni, vagy pedig az adó-visszatérítés eszközét alkalmazzák. Az adócsalások elhárítása érdekében vezették be a fordított adózási rendet (2007. évi CXXVII. tv. 142. §). Ilyenkor a kiállított szállítói számlában nem kell szerepeltetni a szolgáltatás áfáját, azt a vevő vagy megrendelő fizeti vagy vallja be a saját áfabevallása során az adóhatóságnak.
Mértéke 27%, 18%, 5% vagy 0% lehet. 
18 millió forintig alanyi adómentesség választható (AAM), tárgyi adómentes pl az oktatás és a hitel (TAM), adó tárgyi hatályán kívül esik pl kártérítés, közcélú adomány (ATK).
Az áfa szabályozásáról a 2007. évi CXXVII. törvény az általános forgalmi adóról című jogszabály rendelkezik, amely az 1992. évi LXXIV. törvény az általános forgalmi adóról című törvényt helyezte hatályon kívül.

## Magyarországi története
Magyarországon már az 1929-es törvényekben megjelenik:
1929. évi XXVIII. törvénycikk az állatforgalmi adó megszüntetéséről, a hús után fizetendő általános forgalmi adóra vonatkozó egyes rendelkezések megváltoztatásáról és a marhalevelek illetékéről (1929 a jogalkotásban)
Teljes körűen 1988-ban vezették be. Magyarország 2004. május 1-jén csatlakozott az Európai Unióhoz. Ezzel egyidőben az áfakulcsok is változtak: 0% helyett 5%, 12% helyett 15% lett; a 25% változatlan maradt. 5% adó terheli többek között a gyógyszereket, gyógyászati segédeszközöket, valamint a korábbi 12%-os besorolás alá tartozó könyveket. 15%-os adót kellett felszámítani többek között az élelmiszerekre, tüzelőanyagokra, vendéglátóipari étkeztetésre, személyszállításra. 25%-os kulccsal adózott a villamosenergia is – az addigi 12% helyett. 2006-tól a legmagasabb kulcs 20 százalékosra csökkent.
2009. július 1-től az eddigi 20 százalékos áfakulcsból két kulcsot hoztak létre, egyrészt felemelték 25 százalékra, másrészt egyes termékekre a kedvezményes 18 százalékos áfakulcsot vezették be. 2012. január 1-től a 25%-os áfakulcs 27%-ra emelkedett, ezzel az Európai Unióban Magyarországon lett a legmagasabb, a világban negyedik legmagasabb az általános áfakulcs.

## Franciaországi története
Kitalálója Maurice Lauré, a francia adóhatóság munkatársa, az adóforma francia neve taxe sur la valeur ajoutée (TVA). Eredetileg 1954. április 10-étől a legnagyobb cégek fizették, később fokozatosan kiterjesztették az összes szektorra. A francia állami adóbevételeknek még mindig ez a legnagyobb, 45%-os forrása. Az EU tagállamai kötelesek a befolyt áfa bizonyos százalékát átutalni a közösségi költségvetésbe.
Az EU-s terminológia: héa (hozzáadott érték-adó).

## Szociális hatása
Az áfát a „szegények adójának” is nevezik, mivel az alacsonyabb jövedelműek és a többgyermekesek jövedelmük nagyobb részét – néha teljes egészét – fordítják napi cikkek vásárlására, míg a gazdagabbak megtakarítása, befektetése mentes az áfától, és további jövedelmet generál. Fel szokták vetni továbbá, hogy a jobbmódúak külföldi fogyasztását, például nyaralását egy másik országban terheli az ottani áfa, tehát a hazai költségvetéshez az nem járul hozzá. Mindezek miatt a magasabb áfa és az alacsonyabb jövedelemadó a jövedelmi különbségek széthúzását eredményezi a társadalomban.
Hívei viszont igazságosnak tartják, mert az áfa a fogyasztást, tehát a javak élvezetét adóztatja, míg a magas jövedelmi adók a szorgalmas munkát büntetik. Ezen kívül a sokat fogyasztó jómódúak kényszerűen sok áfát kénytelenek fizetni, például egyetlen személygépkocsi áfája több millió forintot is kitesz, míg a keveset fogyasztó szegényeket az általuk elfogyasztott javak csekély értéke miatt csupán kevés áfa terheli. Ráadásul a legtöbb országban, így Magyarországon is, kedvezményes áfa-kulcsok vonatkoznak egyes alapvető megélhetéshez szükséges árucikkekre, például gyógyszerekre, tejre és tejtermékekre, nyers húsokra, távhőszolgáltatásra, ezzel jól célozhatóan segítve az alacsonyabb jövedelműeket.
Társadalmi problémát jelenthet még az áfához kapcsolódó adócsalás, például a körhinta-csalás vagy a jogosulatlan visszaigénylés, tehát ha vállalkozók a személyes fogyasztásukra szolgáló vásárlásaikat a termelést szolgáló eszköznek, anyagnak vagy szolgáltatásnak feltüntetve visszaigénylik annak áfáját és ezzel kibújnak az adó megfizetése alól. Támogatói szerint azonban az áfa más adónemekkel összevetve a legjobban ellenőrizhető és beszedhető adónemek közé tartozik, nehéz csalni vele, ezért igazságos.
Támogatói továbbá a versenyképesség fokozódását várják tőle, mert a termelő és a fejlődést szolgáló tevékenységek helyett a fogyasztást terheli adóval.

## Áfakulcsok

### AzEurópai Uniótagállamai
| Ország | Kulcs 2020-ban | Kulcs 2020-ban                                                                | Rövidítés    | Név                                                                            |
| Ország | Általános      | Kedvezményes                                                                  | Rövidítés    | Név                                                                            |
| ------ | -------------- | ----------------------------------------------------------------------------- | ------------ | ------------------------------------------------------------------------------ |
| AUT    | 20%            | 13% vagy 10%                                                                  | USt.         | Umsatzsteuer                                                                   |
| BEL    | 21%            | 12% vagy 6%                                                                   | BTW TVA MWSt | Belasting over de toegevoegde waarde Taxe sur la Valeur Ajoutée Mehrwertsteuer |
| BUL    | 20%            | 9%                                                                            | DDS = ДДС    | Данък Добавена Стойност                                                        |
| CRO    | 25%            | 13% vagy 10% vagy 5%                                                          | PDV          | Porez na dodanu vrijednost                                                     |
| CYP    | 19%            | 9% vagy 5%                                                                    | ΦΠΑ          | Φόρος Προστιθεμένης Αξίας                                                      |
| CZE    | 21%            | 15% vagy 10%                                                                  | DPH          | Daň z přidané hodnoty                                                          |
| DEN    | 25%            |                                                                               | moms         | Merværdiafgift                                                                 |
| EST    | 20%            | 9%                                                                            | km           | käibemaks                                                                      |
| FIN    | 25,5%          | 14% vagy 10%                                                                  | ALV Moms     | Arvonlisävero Mervärdesskatt                                                   |
| FRA    | 20%            | 10% vagy 5,5% vagy 2,1%                                                       | TVA          | taxe sur la valeur ajoutée                                                     |
| GER    | 16-19%         | 7%                                                                            | MwSt./USt.   | Mehrwertsteuer/Umsatzsteuer                                                    |
| GRE    | 23%            | 13% vagy 6% (a szigeteken ez további 30%-kal csökken 13%, 6% és 3% értékekre) | ΦΠΑ          | Φόρος Προστιθέμενης Αξίας                                                      |
| HUN    | 27%            | 18% vagy 5%                                                                   | áfa          | általános forgalmi adó                                                         |
| IRL    | 23%            | 13,5%, 9% vagy 4,8%                                                           | CBL VAT      | Cáin Bhreisluacha Value Added Tax                                              |
| ITA    | 22%            | 10% vagy 5% vagy 4%                                                           | IVA          | Imposta sul Valore Aggiunto                                                    |
| LAT    | 21%            | 12% vagy 5%                                                                   | PVN          | pievienotās vērtības nodoklis                                                  |
| LTU    | 21%            | 9% vagy 5%                                                                    | PVM          | Pridėtinės vertės mokestis                                                     |
| LUX    | 16%            | 14%, 8% vagy 3%                                                               | TVA          | taxe sur la valeur ajoutée                                                     |
| MLT    | 18%            | 7% vagy 5%                                                                    | TVM          | Taxxa tal-Valur Miżjud                                                         |
| NED    | 21%            | 9%                                                                            | BTW          | Belasting over de toegevoegde waarde                                           |
| POL    | 23%            | 8% vagy 5%                                                                    | PTU/VAT      | podatek od towarów i usług                                                     |
| POR    | 23%            | 13% vagy 6%                                                                   | IVA          | Imposto sobre o Valor Acrescentado                                             |
| ROM    | 19%            | 9% vagy 5%                                                                    | TVA          | taxa pe valoarea adăugată                                                      |
| SVK    | 20%            | 10%                                                                           | DPH          | Daň z pridanej hodnoty                                                         |
| SLO    | 22%            | 9,5% vagy 5%                                                                  | DDV          | Davek na dodano vrednost                                                       |
| ESP    | 21%            | 10% vagy 4%                                                                   | IVA          | impuesto sobre el valor añadido                                                |
| SWE    | 25%            | 12% vagy 6%                                                                   | Moms         | Mervärdesskatt                                                                 |

### Néhány egyéb ország
| Ország | Kulcs                      | Kulcs          | Rövidítés                                   | Név                                                                                          |
| Ország | Általános                  | Kedvezményes   | Rövidítés                                   | Név                                                                                          |
| ------ | -------------------------- | -------------- | ------------------------------------------- | -------------------------------------------------------------------------------------------- |
| ARG    | 21%                        | 10,5% vagy 0%  | IVA                                         | Impuesto al Valor Agregado                                                                   |
| AUS    | 10%                        | 0%             | GST                                         | Goods and Services Tax                                                                       |
| BIH    | 17%                        |                | PDV                                         | porez na dodatu vrijednost                                                                   |
| CAN    | 6% (AB), 11% (SK) vagy 13% | 4,5%           | GST TPS                                     | Goods and Services Tax Taxe sur les produits et services                                     |
| CHI    | 19%                        |                | IVA                                         | Impuesto al Valor Agregado                                                                   |
| ECU    | 12%                        |                | IVA                                         | Impuesto al Valor Agregado                                                                   |
| PRC    | 17%                        | 13%            |                                             |                                                                                              |
| ISL    | 24,5%                      | 14%            | VSK                                         | Virðisaukaskattur                                                                            |
| IND    | 12,5%                      | 4%, 1% vagy 0% |                                             |                                                                                              |
| ISR    | 15,5%                      |                | Ma'am                                       | מס ערך מוסף                                                                                  |
| JPN    | 10%                        |                | Consumption tax (消費税; Hepburn: shōhizei) |                                                                                              |
| KAZ    | 12%                        |                | НДС                                         | Налог на добавленную стоимость                                                               |
| MKD    | 18%                        | 5%             | ДДВ                                         | Данок на Додадена Вредност                                                                   |
| MEX    | 15%                        | 0%             | IVA                                         | Impuesto al Valor Agregado                                                                   |
| NZL    | 12,5%                      |                | GST                                         | Goods and Services Tax                                                                       |
| NOR    | 25%                        | 14% vagy 8%    | MVA                                         | Merverdiavgift (informally: moms)                                                            |
| PAR    | 10%                        | 5%             | IVA                                         | Impuesto al Valor Agregado                                                                   |
| PER    | 19%                        |                | IGV                                         | Impuesto General a las Ventas                                                                |
| RUS    | 20%                        | 10% vagy 0%    | НДС                                         | Налог на добавленную стоимость                                                               |
| SIN    | 9%                         |                | GST                                         | Goods and Services Tax                                                                       |
| CHE    | 7,7%                       | 3,7% vagy 2,5% | MWST TVA IVA TPV                            | Mehrwertsteuer Taxe sur la valeur ajoutée Imposta sul valore aggiunto Taglia sin la Plivalur |
| KOR    | 10%                        |                | 부가세                                      | 부가가치세                                                                                   |
| THA    | 7%                         |                |                                             |                                                                                              |
| TRI    | 15%                        |                |                                             |                                                                                              |
| TUR    | 18%                        | 8% vagy 1%     | KDV                                         | Katma değer vergisi                                                                          |
| UAE    | 5%                         | 5%             |                                             |                                                                                              |
| UKR    | 20%                        | 0%             | ПДВ                                         | Податок на додану вартість                                                                   |
| URU    | 23%                        | 14%            | IVA                                         | Impuesto al Valor Agregado                                                                   |
| VIE    | 10%                        | 5% vagy 0%     | GTGT                                        | Gia Tri Gia Tang                                                                             |
| VEN    | 11%                        | 8%             | IVA                                         | Impuesto al Valor Agregado                                                                   |

## Jogszabályok
- A Tanács 2006/112/EK irányelve (2006. november 28.) a közös hozzáadottértékadó-rendszerről
- net.jogtar.hu/afa-tv – 2007. évi CXXVII. törvény az általános forgalmi adóról
- net.jogtar.hu/art – 2003. évi XCII. törvény az adózás rendjéről